# ヨタバイト
ヨタバイト (yottabyte) はデータの量やコンピュータの記憶装置の大きさを表す単位。YBと略記される。
ヨタバイトは下記の二通りの意味で使われる。
- 1,000,000,000,000,000,000,000,000 = 1,0008 = 1024バイト（一𥝱バイト）
- 1,208,925,819,614,629,174,706,176 = 1,0248 = 280バイト

このように二通り使える理由については二進接頭辞の項を参照。
なお、280バイトについてはヨビバイトとも言い表すことができる。